# Ługowo (Zielona Góra)
Ługowo (przed 1945 niem. Wilhelminenthal) – część miasta i osiedle administracyjne Zielonej Góry, będące jednostką pomocniczą miasta. Do 31 grudnia 2014 roku wieś w gminie Zielona Góra.
W latach 1975–1998 należące do województwa zielonogórskiego.
Wieś założona została w roku 1795, przez włodarza Johanna Stephana von Boyanowskyego i nazywała się wówczas Wilhelminenthal.
Wcześniej na terenie osady Ługowo stał dom strażnika leśnego, później zaczęto wydzielać ziemię i budować nowe gospodarstwa. Ługowo w roku założenia miało 41 mieszkańców i było częścią Nowego Kisielina.
W roku 1921 dokonano elektryfikacji wsi.
24 września 2024 Rada Miasta Zielona Góra nadała nazwy ulicy w sołectwie Ługowo.

## Zabytki
Do wojewódzkiego rejestru zabytków wpisany jest:
- dom nr 11.